# Sol y rabia
Sol y rabia es el cuarto álbum de estudio de la banda de rock sevillana Reincidentes. Se editó en 1993 por la discográfica Discos Suicidas bajo la dirección de Juanjo Pizarro y alcanzó la cifra de 20 000 copias vendidas. Este disco supuso el primero para Finito de Badajoz, que entró en la banda en 1993, tras la marcha del saxofonista Selu.
Curiosamente el disco cuenta con dos participaciones en su concepto muy cinematográficas: la portada del álbum es una fotografía original de Mariano Agudo, posteriormente reconocido documentalista, y el videoclip de su tema principal (Jartos d'aguantar) fue dirigido por el posteriormente reconocido director de cine Jesús Ponce. Este tema sería también parte de la banda sonora de la película "Historias del Kronen", película dirigida por Montxo Armendáriz.
La selección del título del álbum fue escogido entre las propuestas de sus seguidores y simboliza "La idea de la justicia social que existe por la rabia de que no la haya" según la propia banda

## Lista de canciones
1. "Jartos d'aguantar" (versión de Schönen Gruß, auf Wiederseh'n, de Die Toten Hosen[3])
2. "Otra vez"
3. "Si el INEM te quema"
4. "Cucaracha blanca"
5. "Poderoso caballero"
6. "La viuda"
7. "Paisa (La canción del Estrecho)"
8. "Guerra al mono"
9. "Mi balcón"
10. "Escapa"
11. "Pegado al paladar"
12. "Resistencia"
13. "Andaluces, levantáos" (versión del Himno de Andalucía)